# Batalha de St. Quentin
A Batalha de Saint-Quentin de 1557, foi um confronto decisivo da Guerra Italiana de 1551-1559 entre o Reino da França e o Império Espanhol, em Saint-Quentin na Picardia. Uma força espanhola dos Habsburgos sob o comando do duque Emmanuel Philibert de Savoy derrotou um exército francês sob o comando de Louis Gonzaga, duque de Nevers, e Anne de Montmorency, duque de Montmorency.

## Batalha
A batalha ocorreu no Dia da Festa de São Lourenço, 10 de agosto. Philibert, com seus aliados ingleses, colocou St. Quentin sob cerco. Montmorency com uma força de cerca de 26 000 homens marchou para St. Quentin para socorrer a cidade. Enfrentando uma força com o dobro de seu tamanho, Montmorency tentou obter acesso a St. Quentin através de um pântano, mas uma retirada francesa atrasada permitiu que os espanhóis derrotassem os franceses e capturassem Montmorency.
Durante a batalha, a igreja colegiada de Saint-Quentin foi seriamente danificada pelo fogo.

## Resultado
Após a vitória sobre os franceses em St. Quentin, "a visão do campo de batalha deu a Philibert uma aversão permanente pela guerra"; ele se recusou a buscar sua vantagem, retirando-se para a Holanda espanhola ao norte, onde era governador desde 1555. Em 1558, os Habsburgos venceram novamente na Batalha de Gravelines. O Tratado de Cateau-Cambresis encerrou a guerra em 1559.